# La bocca del lupo
La bocca del lupo è un romanzo scritto da Gaspare Invrea, noto anche con lo pseudonimo di Remigio Zena, pubblicato nel 1892 dall'editore Treves di Milano. Nel 2009 è stato tratto liberamente l'omonimo docu-film di Pietro Marcello.

## Storia
Ispirato al naturalismo francese, è considerato l'opera più celebre di questo autore genovese - ed uno dei capisaldi della letteratura verista - oscilla, nello stile espressivo, fra la prosa de I promessi sposi di Alessandro Manzoni e quella de I Malavoglia di Giovanni Verga, di cui Zena fu coevo.
Nel 1980 l'opera letteraria - per lungo tempo caduta nell'oblio - è stata recuperata e adattata per il teatro da Arnaldo Bagnasco (regista e autore teatrale e televisivo), da Lucia Bruni e da Giuseppe D'Agata.
La messa in scena del Teatro di Genova, la regia di Marco Sciaccaluga, è ricordata per l'interpretazione dell'attrice Lina Volonghi, impegnata nel ruolo principale de la Bricicca. Altri attori della rappresentazione furono Claudio Gora e Ferruccio De Ceresa.
Anche il testo teatrale ha però seguito la sorte di quello originario di Zena ed è stato successivamente poco rappresentato, e dopo la messinscena originale di Sciaccaluga è stato ripreso solo da compagnie amatoriali.
Dopo essere stato ripreso nel 2001 dal Teatro Ateneo per una rappresentazione nella chiesa di San Giorgio, è stato riportato in scena nel 2007 dal regista Paolo Pignero con la compagnia teatrale amatoriale Gli amici di Jachy al Teatro della Gioventù di Genova. Nel 2009 Pignero ha riproposto lo spettacolo al Teatro Politeama Genovese di Genova.

## Argomento
("La bocca del lupo", capitolo VII)
Scritto in lingua italiana ma con un massiccio apporto di termini del dialetto genovese, fra grida di popolani e sussurri di comari in perfida rivalità, il testo mette a fuoco in maniera corale la vita - talvolta al limite della sopravvivenza - delle persone che vivono, lavorano e si muovono fra le case e i caruggi che circondano una ipotetica piazzetta della Pece Greca, assieme alla fittizia località di Manassola (incrocio fra Manarola e Bonassola). Nell'introduzione all'edizione del volume edito da Baldini Castoldi Dalai nel 2003 la località viene individuata nell'attuale città di Varazze in provincia di Savona. Infatti, Zena apparteneva alla famiglia degli Invrea, marchesi di Varazze, il paese viene descritto come sede di fiorenti cantieri navali, attività che ha connotato Varazze sin dall'epoca romana; il libro descrive una visita di Don Bosco nel paese per l'inaugurazione di un collegio salesiano, circostanza che si verificò a Varazze nel 1886, la descrizione del collegio e la sua collocazione corrispondono alla reale ubicazione dell'istituto salesiano a Varazze, Marinetta e Gabitto conducono una gita in campagna presso la cappella di San Donato, attualmente esistente a Varazze e all'epoca in piena campagna. Il toponimo è di fantasia, ma facilmente identificabile con la città di Varazze - mentre i restanti riferimenti urbanistici sono reali - della Genova di fine Ottocento qui rappresentata.
Storia di vinti e reietti, repressi dalla sorte e frustrati da ambizioni che non potranno essere soddisfatte senza correre il rischio di finire nella bocca del lupo, il plot letterario e teatrale accende il faro principale su una figura femminile, quella di Francisca Carbone, detta la Bricicca, una vedova che ha perso l'unico figlio maschio (morto ancor giovane a causa della tubercolosi) e che ha tre figlie da maritare. Per poter far sposare almeno la più giovane, Marinetta (il cui destino sarà infine quello di cortigiana di lusso) Bricicca è disposta a sacrificare la sorte delle altre due, le miti Angela (che morirà di tisi) e Battistina (che troverà nel voto religioso una personale via di redenzione).
Francisca, sempre reattiva e combattiva ma tormentata da mille dubbi e difficoltà, ricorre a mille sotterfugi, indebitandosi con un astuto e malevolo faccendiere, il signor Costante, coprotagonista nella vicenda, ed esponendosi alle invidie e ai pettegolezzi delle comari che affollano la scena.
La tradirà l'aver accettato di nascondere dietro l'anonima e fittizia attività di besagnina (termine che identifica le antiche verduraie della Valbisagno) un banco del Seminario, ovvero il gioco del lotto clandestino, all'epoca in cui è ambientata la storia perseguito dalle leggi del Regno d'Italia.

## Vite di vinti senza redenzione
Zena intinge la penna nel nero dell'inchiostro delle miserie umane (senza perdere di vista le umane nobiltà) e fa capire subito con la sua prosa disincantata che all'incrocio fra la via della Perdizione e il vicolo della Povertà non c'è spazio per speranze di salvezza e redenzione. Un lupo e la sua tana - suggerisce in chiave esplicita - saranno sempre in agguato ad accogliere stolti e sprovveduti, soprattutto se sprovvisti di denari. L'espiazione - per Bricicca - non può passare che attraverso le sbarre del carcere, lassù al piano di Sant'Andrea, all'ombra di quella Porta Soprana tanto amata da Zena, che non fu - nonostante il nom de plume prescelto per nascondere quello originale di Gaspare Invrea - nativo di Genova ma che ugualmente molto amò la città di mare. 
Genova, Santuario della Madonnetta, presepe genovese: il banco della verduraria. Sullo sfondo della Genova ottocentesca si sviluppano le vicende di miseria e nobiltà (d'animo) del popolino che affolla i carruggi de La bocca del lupo
Ma anche le rivali di Bricicca, le comari alleate o finte tali e i sensali maneggioni ed intriganti, non avranno migliore fortuna (nessuna giocata al lotto e nessun maneggio potranno cambiare vite segnate dal livore e dal risentimento) e, alla fine, tanto sulla pagina scritta quanto sul palcoscenico non resteranno vincitori di sorta, ma solo vinti.
Ha scritto Eugenio Montale riguardo al lavoro di Zena:

## Lupi sempre pronti in agguato
Una curiosità. Il libro di Zena è preceduto da una sorta di dedica costituita da una lettera. L'autore si rivolge, in data 27 febbraio 1892, scrivendo da Milano, al suo fornitore signor Agostino Pedevilla fu G.B., giardiniere e negoziante d'agrumi NERVI, che gli prospetta di far trasferire nel capoluogo lombardo la propria figlia.
Zena sconsiglia l'amico-fornitore a procedere nel suo proposito, e gli scrive, fra le altre cose:
che cosa serve il pianto?»
Per aggiungere, subito dopo:

## Edizioni
Edizioni de La bocca del lupo :
- Baldini Castoldi Dalai (2003)[10] ISBN 88-8490-109-X
- Guerra Edizioni (2005)  ISBN 88-7715-856-5

## Traduzioni
In lingua Genovese :
A bocca do lô, tradotto e commentato dai fratelli Edoardo e Martino Repetto, edizione online, Genova 2016
A bocca do lô, a cura di Fiorenzo Toso, Genova, De Ferrari 2018